# Karsten Wildberger
Karsten Wildberger (Gießen, 5 de septiembre de 1969) es un ejecutivo de negocios alemán se desempeña como Ministro federal para la Digitalización y la Modernización en el Gabinete Merz. De 2021 a 2025, se desempeñó como CEO de Ceconomy.

## Biografía
De 1989 a 1995, Wildberger estudió física en la Universidad Técnica de Múnich y la RWTH Aachen, donde completó un doctorado en física teórica y computacional. Más tarde obtuvo un MBA de INSEAD en 2000.
De 1998 a 2003, Wildberger trabajó como consultor de gestión en el Boston Consulting Group. Posteriormente ocupó puestos de liderazgo internacional en la industria de las telecomunicaciones en T-Mobile, Vodafone PLC y Telstra Group Limited.
Como miembro de la junta ejecutiva de Telstra de 2013 a 2016, Wildberger fue responsable de los segmentos de consumo y negocios de la empresa, el desarrollo de productos, las operaciones minoristas y de servicios, y la transformación digital de la empresa, Telstra Digital. También fue director de la Fundación Telstra. Wildberger supervisó el lanzamiento de varios productos y servicios estratégicos, como Telstra Air, la red Wi-Fi más grande de Australia, y Telstra TV, una plataforma de streaming. Durante su mandato, Telstra también introdujo su concepto Discovery Store con tecnología interactiva y servicios personalizados.
De 2016 a 2021, Wildberger formó parte de la Junta Directiva de E.ON, responsable de la Unidad de Negocios de Clientes y TI de E.ON, supervisando la Gestión de Energía, las Soluciones Energéticas Descentralizadas, la Movilidad Eléctrica, la Innovación, la Marca y el Marketing, la TI y la transformación digital de la empresa. También fue responsable del Retail y las soluciones para el consumidor en 15 mercados, atendiendo a 50 millones de clientes.
Durante el mandato de Wildberger, E.ON lanzó E.ON Home en 2019, un sistema de gestión de energía desarrollado en colaboración con Microsoft. Esta plataforma integró diversas aplicaciones de energía para el hogar, incluidos paneles solares en la azotea, cargadores de vehículos eléctricos (EV) y almacenamiento de baterías, en una interfaz digital unificada.
Wildberger también supervisó la creación de E.ON Next en 2020, una filial estratégica de energía del Reino Unido desarrollada en colaboración con Kraken Technologies (una subsidiaria de Octopus Energy). La empresa se centró en la sostenibilidad, el servicio al cliente y la eficiencia operativa, impulsada por soluciones digitales.
Además, amplió la colaboración de E.ON con la Universidad RWTH Aachen, financiando proyectos en análisis de sistemas de energía, redes inteligentes, almacenamiento, eficiencia, electrificación y digitalización.
Desde el 1 de agosto de 2021, Wildberger ha sido CEO de Ceconomy AG y su filial, MediaMarktSaturn Retail Group. Su mandato se ha centrado en abordar los desafíos posteriores a la pandemia, resolver una disputa de gobernanza entre las partes interesadas e implementar una nueva dirección estratégica para la empresa. En mayo de 2022, Wildberger introdujo una estrategia destinada a mejorar la experiencia del cliente, desarrollar operaciones omnicanal y diversificar el modelo de negocio de la empresa. Bajo Wildberger, la compañía se posicionó como una plataforma de servicio omnicanal y se expandió a nuevas áreas, como un mercado de terceros y servicios de medios minoristas. Wildberger también dirigió los esfuerzos para modernizar las tiendas con nuevos formatos y ampliar la oferta de servicios de la compañía.
Wildberger es miembro de la Junta de Supervisión del Forschungszentrum Jülich y forma parte del consejo asesor del Aachener Ingenieurpreis. Además, se desempeña como vicepresidente y miembro del Presidium del consejo económico de la Unión Demócrata Cristiana de Alemania (CDU), uno de los grupos de interés empresarial más grandes de Alemania, que aboga por los principios de la economía social de mercado.
El 6 de mayo de 2025 asumió como Ministro Federal de Digitalización y Modernización del Estado.